# Saturne dévorant un de ses fils
Saturne dévorant un de ses fils, également appelée Saturne dévorant son enfant ou simplement Saturne (en espagnol : « Saturno devorando a un hijo »), est une des Peintures noires de Francisco de Goya, peinte entre 1819 et 1823 directement sur les murs de sa maison appelée la Quinta del Sordo (« Maison de campagne du Sourd ») dans les environs de Madrid. La peinture a été transférée sur une toile après la mort de Goya et est depuis exposée au Musée du Prado à Madrid.
Ce tableau fait référence à la mythologie grecque par le biais de la mythologie latine. L'un des titans, Cronos (assimilé à Saturne), pour éviter que ne s'accomplisse la prédiction selon laquelle il serait détrôné par l'un de ses fils, dévore chacun d'eux à leur naissance.

## Histoire

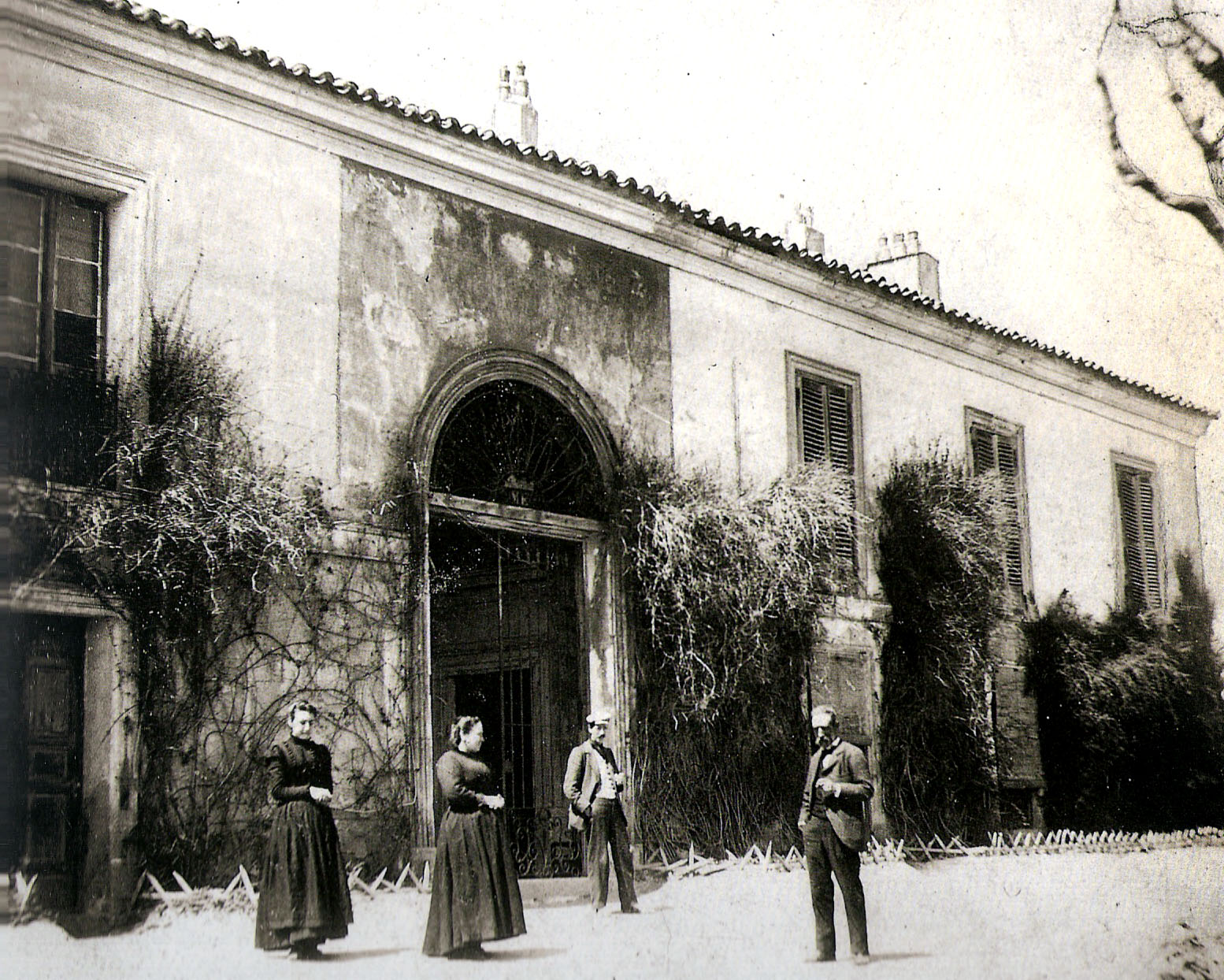
La villa Quinta del Sordo vers 1900

En 1819, Goya achète une maison sur les rives de la Manzanares près de Madrid. Cette maison de deux étages appelée la Quinta del Sordo (Villa de l'homme sourd), en référence à un précédent occupant qui était sourd, correspond d'ailleurs bien à Goya qui était devenu sourd en 1792 à la suite d'une fièvre.
Avant de quitter cette demeure pour Bordeaux en 1823, Goya réalise une série de quatorze œuvres peintes à l'huile à même les murs de sa maison.
À cette période, à l'âge de 73 ans, et après avoir survécu à deux maladies graves, Goya se sent sans doute plus concerné par sa propre mort et il est de plus en plus aigri par la guerre civile qui sévissait en Espagne. Alors qu'il a initialement décoré les pièces de la maison avec des images plus inspirantes, il repeint peu à peu sa demeure avec des images sombres et obsédantes connues aujourd'hui sous le vocable de Peintures noires et qui ne sont ni des commandes ni destinées à être vues du public.
Saturne dévorant un de ses fils est l'une des six œuvres que Goya réalise pour décorer la salle à manger. Il n'a jamais donné de nom aux peintures qu'il a réalisées dans la Quinta des Sordo, leurs titres actuels leur ayant été attribués après sa mort.

## Description
Goya représente Saturne en train de dévorer l'un de ses fils, dont la tête et une partie du bras gauche ont déjà été consommés. Le bras droit a probablement été également mangé, mais il pourrait aussi être plié le long du corps de l'enfant et ainsi caché à la vue du spectateur. L'image de Saturne se dessine dans l'obscurité, la bouche grande ouverte avec les yeux exorbités et d'une grande blancheur. La seule autre source de luminosité dans ce tableau provient de la chair blanche, du sang rouge du cadavre et les articulations blanchâtres de Saturne notamment ses doigts qu'il enfonce dans le dos du cadavre. Il semble établi qu'à l'origine Saturne avait été représenté avec un pénis partiellement en érection, mais, si ce fut le cas, cet ajout a été perdu en raison soit de la détérioration de la fresque au fil du temps, soit lors de la transposition de la peinture sur toile par Salvador Martínez Cubells, ou bien encore qu'intentionnellement cette partie de la toile ait été repeinte avant que le tableau puisse être exposé. En tout état de cause, il apparaît clairement que la région autour de l'aine est floue et sombre.

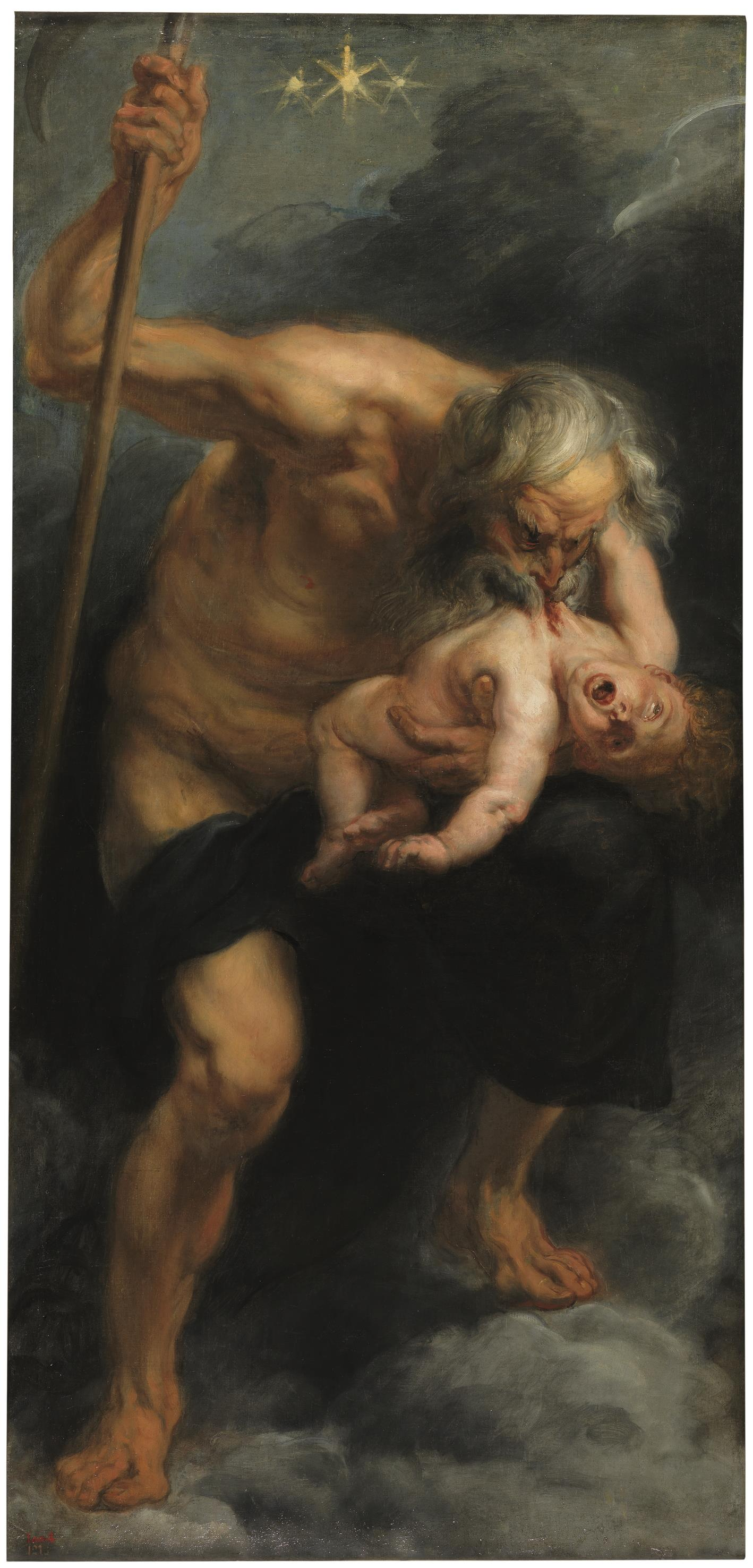
Cette peinture de Rubens (Saturne dévorant l'un de ses enfants (1636) - Musée du Prado) a peut-être inspiré Goya.

De nombreuses interprétations sur la signification de cette toile ont été proposées : le conflit entre la jeunesse et la vieillesse, le temps qui dévore toutes choses, la colère de Dieu mais aussi une allégorie de la situation en Espagne à l'époque, où la patrie consommerait ses propres enfants dans les guerres et révolutions. D'autres explications s'appuyaient sur les relations de Goya avec son propre fils, Xavier, le seul de ses six enfants à avoir survécu jusqu'à l'âge adulte, ou bien encore sur sa gouvernante et possible maîtresse, Leocadia Weiss. S'il est sans doute difficile de donner un sens certain à cette œuvre, certains critiques d'art l'ont qualifiée d’« essentielle à notre compréhension de la condition humaine des temps modernes, tout comme la fresque du plafond de la chapelle Sixtine de Michel-Ange est essentielle pour comprendre le sens du XVIe siècle ».
Goya a sans doute été inspiré par un tableau de Pierre Paul Rubens de 1636 portant le même nom. La toile de Rubens, qui est aussi au Musée du Prado, est plus claire avec un traitement du mythe plus conventionnel, Saturne étant représenté avec moins de férocité que dans l'œuvre de Goya. 
Toutefois, certains critiques ont estimé que la version de Rubens serait plus horrible en ce qu'elle représenterait un tueur calculateur sans remords qui, craignant pour sa situation, assassine son enfant innocent, alors que dans sa version, Goya représente un homme rendu fou par le fait de tuer son propre fils. En outre, dans le tableau de Goya le corps du fils est celui d'un adolescent alors que Rubens a peint un bébé sans défense,.

## La transposition de l'œuvre sur toile
Même si elles n'ont pas été conçues pour être vues du public, les peintures noires restent des travaux importants dans l'œuvre de Goya. Lorsque Goya fit le choix de s'exiler en France en 1823, il laissa la villa Quinta del Sordo à son petit-fils, Mariano. Après plusieurs changements de propriétaire, la maison fut acquise par le banquier français Émile d'Erlanger en 1874. Étant restées sur les murs de la maison pendant 70 ans sans protection particulière, les peintures murales étaient gravement détériorées et, afin de les préserver, le nouveau propriétaire décida de les transposer sur toile sous la direction de Salvador Martínez Cubells, le conservateur du musée du Prado.
Après avoir été présentée à l'Exposition universelle de 1878 à Paris, l'œuvre fut finalement cédée à l'État espagnol par Émile Erlanger. L'usure du temps couplée aux inévitables dommages causés par la délicate opération de transfert de la toile ont imposé, plus que pour la plupart des peintures murales, d'importants travaux de restauration pour les différentes toiles issues des peintures noires, celle de Saturne étant sans doute celle qui a le mieux résisté.